# Constantin Fellner
Constantin Fellner (* 5. Januar 1761 in Frankfurt am Main; † 25. Juli 1848 ebenda) war ein Handelsmann und Politiker der Reichsstadt bzw. Freien Stadt Frankfurt.
Fellner war Bankier in Frankfurt am Main und dort seit 1802 Börsenvorsteher. Von 1808 bis 1819 war er Mitglied, von 1816 bis 1818 Subsenior und 1819 Senior (also Vorsitzender) der neu gegründeten Frankfurter Handelskammer. Er war Freimaurer. Er war langjährig Administrator der Dr. Senckenbergischen Stiftung. 
[1796]-1830 war er Mitglied des 51er-Kollegs bzw. der Ständigen Bürgerrepräsentation der Freien Stadt Frankfurt. 1817, 1821 und von 1823 bis 1826 gehörte er dem Gesetzgebenden Körper der Freien Stadt Frankfurt an.